# 대전가정법원
대전가정법원(大田家庭法院)은 가사에 관한 사건과 소년에 관한 사건 등을 전문적으로 처리하기 위해 설치된 대한민국의 가정법원이다. 대전광역시, 세종특별자치시, 충청남도 전역을 관할한다. 대한민국 특허법원과 청사를 공유한다.

## 연혁
- 2007년 2월 1일 대전지방법원 가정지원으로 설치(특허법원 건물)
- 2012년 3월 1일 대전가정법원으로 승격

## 조직
- 재판부 - 항소부, 항고부, 합의부, 가사소송단독, 가사비송단독, 가사조정단독, 가족관계등록, 소년단독, 가정보호단독, 가사조정위원회
- 사무국 - 총무과, 가사과

## 역대 법원장
| 순번 | 이름   | 재임기간                          | 주요 경력                                       |
| ---- | ------ | --------------------------------- | ----------------------------------------------- |
| 1대  | 황찬현 | 2012년 3월 1일 ~                  | 대전지방법원장 겸직                             |
| 2대  | 최재형 | 2012년 9월 4일 ~                  | 서울고등법원 부장판사에서 대전지방법원장과 겸직 |
| 3대  | 손왕석 | 2013년 2월 25일 ~                 | 서울가정법원 수석부장판사                       |
| 4대  | 이내주 | 2016년 2월 22일 ~                 |                                                 |
| 5대  | 한숙희 | 2018년 2월 ~ 2020년 2월 24일      |                                                 |
| 6대  | 방승만 | 2020년 2월 24일 ~ 2022년 2월 20일 |                                                 |
| 7대  | 함종식 | 2022년 2월 21일 ~ 2024년 2월 4일  |                                                 |
| 8대  | 문혜정 | 2024년 2월 5일 ~                  |                                                 |

## 관할 구역
대전광역시, 세종특별자치시, 충청남도
- 공주지원 - 충청남도 공주시 봉황로 85-4
- 홍성지원 - 충청남도 홍성군 홍성읍 법원로 38
- 천안지원 - 충청남도 천안시 동남구 신부7길 17
- 서산지원 - 충청남도 서산시 공림4로 24
- 논산지원 - 충청남도 논산시 강경읍 계백로 99

## 같이 보기
- 대한민국 법원
- 대한민국의 가정법원